# 奥利韦托拉里奥
奥利韦托拉里奥（義大利語：Oliveto Lario），是意大利莱科省的一个市镇。总面积16.08平方公里，人口1213人，人口密度75.4人/平方公里（2009年）。国家统计（ISTAT）代码为097060。

## 友好城市
- 德国弗里德贝格